# Dietelmühle
Dietelmühle ist ein Gemeindeteil der Stadt Münchberg im Landkreis Hof (Oberfranken, Bayern). Dietelmühle liegt in der Gemarkung Mechlenreuth.

## Geografie
Die Einöde liegt am Mussenbach, einem linken Zufluss des Haidbachs. Ein Anliegerweg führt 300 Meter nördlich nach Mechlenreuth.

## Geschichte
Dietelmühle gehörte zur Realgemeinde Mechlenreuth. Gegen Ende des 18. Jahrhunderts bestand Dietelmühle aus einem Anwesen. Die Hochgerichtsbarkeit stand dem bayreuthischen Stadtrichteramt Münchberg zu. Das Kastenamt Münchberg war Grundherr des Drittelhofes mit Mahlmühle.
Von 1797 bis 1810 unterstand Dietelmühle dem Justiz- und Kammeramt Münchberg. Infolge des Ersten Gemeindeedikts wurde Dietelmühle dem 1812 gebildeten Steuerdistrikt Kleinlosnitz und der zugleich entstandenen die Ruralgemeinde Kleinlosnitz zugewiesen. 1837 kam es zur Umgemeindung in die neu gebildete Ruralgemeinde Mechlenreuth. Im Zuge der Gebietsreform in Bayern wurde Dietelmühle am 1. Mai 1978 nach Münchberg eingemeindet.

### Einwohnerentwicklung
| Jahr      | 1812  | 1861  | 1871   | 1885   | 1900   | 1925   | 1950   | 1961   | 1970   | 1987  |
| Einwohner | *     | 11    | 12     | 14     | 7      | 7      | 5      | 6      | 1      | 0     |
| Häuser    | *     |       |        | 3      | 1      | 1      | 1      | 1      |        | 1     |
| Quelle    | [ 6 ] | [ 9 ] | [ 10 ] | [ 11 ] | [ 12 ] | [ 13 ] | [ 14 ] | [ 15 ] | [ 16 ] | [ 1 ] |

## Religion
Dietelmühle ist bis heute nach St. Peter und Paul (Münchberg) gepfarrt und evangelisch-lutherisch geprägt.